# Звезда Севильи
«Звезда Севильи» (исп. «La Estrella de Sevilla») — трагедия Лопе де Веги, написанная в 1623 году.
Драма связана с идеей ограничения абсолютистско-деспотической власти. Автор поставил вопрос об этико-политической природе абсолютизма, который вступает в конфликт с принципами человеческой справедливости и благородства простых людей. Действие пьесы происходит во времена правления кастильского короля Санчо IV (1284—1295). Драматическую коллизию, возникающую из страсти короля к Эстрелье, Лопе де Вега вставил в рамки столкновения деспотической власти с муниципальной демократией, придав индивидуальным конфликтам драмы широкую социально-политическую обобщенность.
Общеевропейский успех драма получила с 1817 года, когда лорд Голланд познакомил с ней английскую публику. В 1800 году в период начавшегося подъема оппозиционных настроений испанской передовой общественности по отношению к феодально-абсолютистской монархии, «Звезда Севильи» имела большой успех на испанских сценах в переработке драматурга Кандидо Мария Тригерос под названием «Санчо Ортис де лас Роелас». Последующие издания Тикнора и Х. Артсенбуча делались с учетом текста Тригероса. В 1920 году французский испанист Р. Фуше-Дельбоск выпустил критическое издание «Звезды Севильи», основанное на тщательном анализе обоих известных её текстов.

## История создания и публикация
Текст «Звезды Севильи» дошел до нас в двух вариантах, которые отличаются друг от друга количеством стихов и рядом существенных разночтений. Первый из них представлен отдельным изданием, выпущенным без указания места и года напечатания, он относится к периоду 1625—1634 гг., второй — в виде вырезки из неизвестного сборника комедий, изданного в середине XVII века. Автором в заголовках обоих изданий указывается Лопе де Вега, также он упоминается и в заключительных стихах отдельного издания. Но в финальной реплике Клариндо во втором из текстов «Звезды Севильи» в качестве автора упоминается некий Карденьо. Этот псевдоним мог взять испанский драматург XVII века, который занимался обработкой оригинального текста Лопе де Вега. Существует предположение, что таким драматургом был Андрес де Кларамонте (? — 1626). Возникали не раз сомнения в авторстве Лопе де Вега (эту точку зрения поддерживал французский испанист Фуше-Дельбоск). Но на основе стилистического анализа автором трагедии «Звезда Севильи» бесспорно является Лопе де Вега.

## Сюжет
Трагедия «Звезда Севильи» посвящена образу короля и его нравственному облику. Конфликт развивается между королём, не считающимся с достоинством других людей, и жителями старой Испании, которые хранят традиции и живут по законам высокой чести. Развитие конфликта определяют два понятия чести, которые воплощаются в центральном персонаже — Санчо Ортисе.
Королю понравилась Эстрелья, прозванная народом «Звезда Севильи» за необычайную красоту. Он хочет овладеть красавицей, но на его пути встает брат девушки — Бусто Табера. Застав короля в своем доме, он бросается на него со шпагой. Монарх решает убить Бусто, используя благородного Санчо Ортиса, жениха Эстрельи.
Король играет на честности Санчо. Сперва он выводит Санчо на откровенный разговор о преданности королю и берет с него слово выполнять все приказы господина беспрекословно и после отдает приказ об убийстве Бусто Таберы. Король вручает Санчо бумагу, которая оправдывает все последующие действия юноши, но он рвет её. Монарх отдает письменный приказ с именем жертвы и тут же удаляется с репликой, свидетельствующей о полном равнодушии к судьбам своих подчиненных:
Прочтите после и узнайте,
Кого вам предстоит убить.
Хоть имя может вас смутить,
Но вы уже не отступайте…
Санчо узнал, что должен убить Бусто Табера, своего лучшего друга и брата своей возлюбленной. Он стоит перед выбором: выполнить приказ короля или отказаться. В обоих случаях он — заложник чести. Санчо убивает Бусто Таберу и навсегда теряет Эстрелью. В произошедшем виновна королевская власть. Вершиной спора о чести станет сцена суда. Санчо откажется назвать имя человека, отдавшего приказ об убийстве. На дерзкие вопросы короля Санчо отвечает:
Письменный приказ имел я.
Король
От кого?
Дон Санчо
Когда б бумага
Говорить могла, она
Вам ответ дала бы ясный,
Но разорвана бумага —
И клочков не подобрать.
Что ж могу теперь сказать вам?
Что во исполненье клятвы
Человека я убил,
Хоть он был мне лучшим другом.
Король в результате не выдерживает нравственного поединка. Обращаясь к людям Севильи, он признается, что виновен в смерти Бусто Таберы и объявляет о невиновности Санчо Ортиса. Король удивлен благородством людей, живущих в Севилье, чтобы загладить свою вину, он решает найти супругов для Эстрельи и Санчо.
Акцентируя особое внимание на вопросах чести и традициях старой Испании, Лопе де Вега подчеркивал, что воспитанный в духе этих традиций, Санчо Ортис становится их заложником, оказавшись орудием в руках короля.

## Проблематика
В «Звезде Севильи» разрабатывается ряд сложных в идейном и психологическом отношении проблем. Эти проблемы находят своё отображение в внутренних, идейных и нравственных конфликтах у основных персонажей драмы. У Бусто Табера эти конфликты выражаются в столкновении высокого понимания сана государя с злоупотреблением этим саном в действительности — злоупотреблением, приводящим к оскорблению его личной и семейной чести. Санчо Ортис переживает конфликт между своей преданностью королю, дружбой с Бусто и любовью к Эстрелье. В душе Эстрельи идет борьба между любовью к Санчо, как к жениху, и ненавистью к нему, как к убийце её брата. На фоне этих психологических конфликтов образ короля представлен в крайне невыгодном свете. Санчо IV предстает как король-деспот, приносящий в жертву жизнь, честь, доброе имя своих подданных ради своей прихоти, как король-тиран, способный на незаконное, прикрываемое мнимым «государственным интересом» убийство. Его фаворит дон Ариас представляет собой отрицательную в моральном отношении фигуру льстеца, подчиняющего своим преступным внушениям волю короля.
«Звезда Севильи» остается в испанской литературе XVII века едва ли не самым ярким обличением существовавшего социально-политического режима и одним из самых глубоких анализов природы абсолютистского деспотизма.

## Переводы
На русский язык «Звезда Севильи» была впервые переведена С. Юрьевым (в вольной обработке). Позднее этот перевод был просмотрен профессором Д. Петровым, который приблизил его текст к оригиналу и заново перевёл ряд отдельных реплик и целых явлений. В 1942 году был осуществлён перевод «Звезды Севильи» Т. Щепкиной-Куперник, впервые опубликованный в двухтомнике пьес Лопе де Вега (издательство «Искусство», т.1, 1954 г.)

## Постановка
В России «Звезда Севильи» была впервые поставлена на сцене московского Малого театра в 1886 году при участии Ермоловой в роли Эстрельи и Южина в роли Ортиса.